# Abwehr

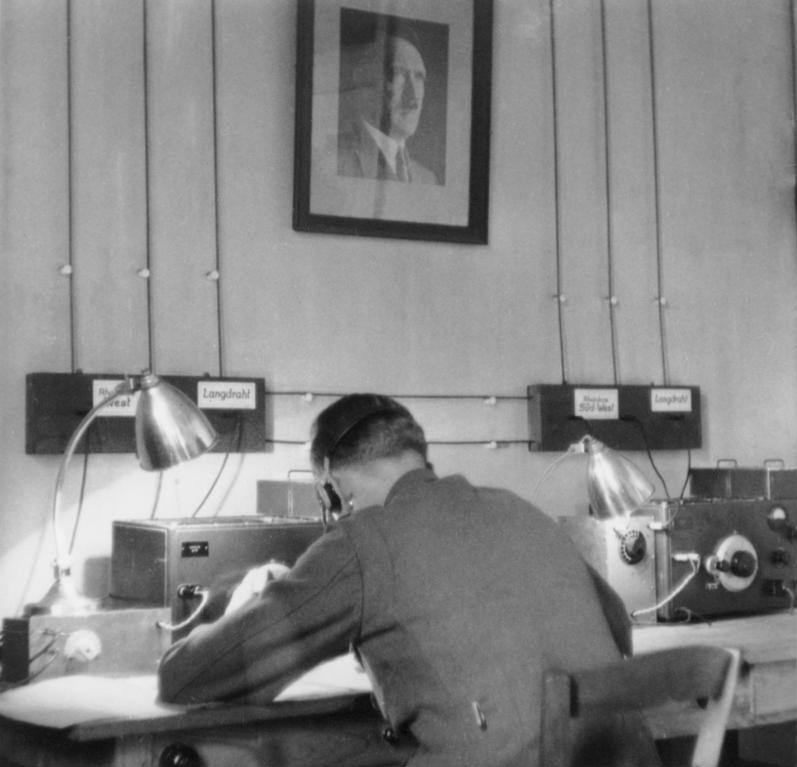
Servei de ràdio Secret OKW (Afers Exteriors / Oficina de Defensa)

L'Abwehr fou una organització d'intel·ligència militar (recopilació d'informació) alemanya entre 1921-44. El terme Abwehr (ˈapveːɐ̯), defensa en alemany) va ser utilitzat com una concessió a l'exigència dels Aliats que les activitats d'intel·ligència alemanyes posteriors a la Primera Guerra Mundial fossin només amb fins "defensius" només. Després del 4 de febrer de 1938, el seu nom complet fou Oficina d'Afers Exteriors / Oficina de Defensa de l'Alt Comandament de les Forces Armades (Amt Ausland/Abwehr im Oberkommando der Wehrmacht).
Malgrat que el seu nom implica contraespionatge, l'Abwehr era una agència d'intel·ligència basada exclusivament en informes d'intel·ligència humana, sobretot d'informes de primera mà dels agents de camp i altres fonts. El cap de l'Abwehr depenia directament de l'Alt Comandament de les Forces Armades (Oberkommando der Wehrmacht, o OKW).
Els resums d'intel·ligència (en el sentit d'"espionatge") i la disseminació d'aquesta eren prerrogativa de la Branca d'Operacions (a diferència de la Branca d'Intel·ligència) de l'OKW, i a través d'ella a les seccions d'intel·ligència d'avaluació de l'Exèrcit (Heer), la Marina (Kriegsmarine), i la Força Aèria (Luftwaffe). El quarter general de l'Abwehr se situava al 76/78 Tirpitzufer, Berlín, al costat de les oficines de la OKW.

## Abans de Canaris
L'Abwehr va ser creada el 1921 com a part del Ministeri de Defensa d'Alemanya quan el govern alemany se li va permetre formar el Reichswehr l'organització militar de la República de Weimar. El seu primer cap fou el Major Friedrich Gempp, un antic ajudant del coronel Walter Nicolai, cap de la intel·ligència alemanya durant la Primera Guerra Mundial. En aquest moment es componia de només tres oficials i set ex oficials, a més d'un personal d'oficina. Durant la dècada del 1920 es va organitzar en tres seccions:
- I. Reconeixement
- II. Xifratge i control de ràdio
- III. Contraespionatge

El personal d'intel·ligència de la Reichsmarine es va fusionar amb l'Abwehr el 1928.
En la dècada de 1930, amb l'auge del moviment nazi, el Ministeri de Defensa es va reorganitzar. Sorprenentment, el 7 de juny de 1932, un oficial de l'Armada, el capità Konrad Patzig, va ser nomenat cap de l'Abwehr, malgrat el fet que estava format en gran part per oficials de l'exèrcit. Però potser no és sorprenent, a causa de la petita grandària de l'organització i de la seva limitada importància en aquell temps, el càrrec era inadequat per a un oficial de l'exèrcit més ambiciós. Un altre possible factor va ser que els oficials navals tenien més experiència a l'estranger que els seus homòlegs de l'Exèrcit i comprendrien més dels assumptes exteriors. No obstant això, els tres serveis amb el temps van desenvolupar el seu propi personal d'intel·ligència.
A causa dels vols que l'Abwehr encarregava a través de la frontera amb Polònia,Patzig aviat van tenir enfrontaments amb Heinrich Himmler, cap de les SS. Els líders de l'Exèrcit temien que els vols podrien posar en perill els plans secrets per a un atac a Polònia. Patzig va ser acomiadat el gener de 1935 com a resultat d'això, i va ser enviat a comandar el nou cuirassat de butxaca Admiral Graf Spee, que més tard va esdevenir Cap de Personal Naval. El seu reemplaçament va ser un altre capità de la Reichsmarine, Wilhelm Canaris.

## Sota el comandament de Canaris

### Abans de la Guerra
Abans que es fes càrrec de l'Abwehr l'1 de gener de 1935, el que aviat seria almirall Canaris va ser advertit per Patzig d'intents per part de Heinrich Himmler i Reinhard Heydrich de fer-se càrrec de totes les organitzacions alemanyes d'intel·ligència. Canaris, un mestre dels tractes de rebotiga, creia saber com tractar amb ells. Però tot i que va tractar de mantenir una relació almenys cordial amb ells, l'antagonisme entre l'Abwehr i les SS no es va aturar amb Canaris al timó.
Es va arribar a un punt crític en 1937 quan Adolf Hitler va decidir ajudar Ióssif Stalin en la seva darrera purga contra l'exèrcit soviètic. Hitler va ordenar que l'Estat Major de l'Exèrcit alemany s'havia de mantenir en la foscor sobre les intencions de Stalin, per por que advertís als seus homòlegs soviètics a causa de les seves llargues relacions. En conseqüència, equips especials de les SS, acompanyats per experts en robatori procedents de la Kriminalpolizei, van irrompre en els arxius secrets de l'Estat Major i l'Abwehr i s'endugueren documents relacionats amb la col·laboració germano-soviètica. Per amagar els robatoris, es va calar foc als llocs dels robatoris, inclòs el quarter general de l'Abwehr.

### Reorganització del 1938
Canaris reorganitzà l'agència el 1938, i l'Abwehr se subdividí en tres seccions principals:
- La Divisió Central (també anomenat Departament Z "Abteilung Z" o "die Zentrale" en alemany): actua com el cervell de control per a les altres dues seccions, així com a personal de gestió i assumptes financers, incloent-hi el pagament dels agents. Al llarg de la tinença de Canaris va ser encapçalada pel Generalmajor Hans Oster.
- La Branca Estrangera, ("Amtsgruppe Ausland" en alemany) (més tard coneguda com a Grup d'intel·ligència estrangera) va ser la segona subdivisió de l''Abwehr i tenia diverses funcions:

1. Enllaç amb l'OKW i els estats majors dels serveis,
2. Coordinació amb el Ministeri d'Afers Estrangers alemany en assumptes militars, i
3. Avaluació dels documents i avaluació de premsa i emissions de ràdio estrangeres. Aquest enllaç amb ñ'OKW significava que la branca estrangera era el canal adequat per sol·licitar suport de l'Abwehr per a una missió particular.

- Abwehr I. II. III.: Constituïen la tercera divisió i van ser etiquetades com a "branques de contra-intel·ligència", però en realitat es va centrar en la recopilació d'intel·ligència. Se subdivideix en les següents àrees i responsabilitats:
  - I.Recopilació d'intel·ligència estrangera (subdividits per lletra per exemple,Abwehr I-Ht)

G (Geheieme): documents falsos, fotos, tintes, passaports, productes químics
H West (Heer West): Exèrcit occidental (intel·ligència de l'exèrcit anglo-americà)
H Ost (Heer Ost): Exèrcit oriental (intel·ligència de l'exèrcit soviètic)
Ht (Heer technische): Intel·ligència tècnica de l'exèrcit
I: comunicacions - disseny d'aparells de ràdio, operadors sense fil
K (Krypto): computació / criptoanàlisi
L (Luft): intel·ligència aèria
M (Marine): intel·ligència naval
T/Lw (Technische / Luftwaffe) : intel·ligència aèria tècnica
Wi (Wirtschaft): intel·ligència econòmica
Adjunt a l'Abwehr hi havia el Gruppe I-T d'intel·ligència tècnica. Inicialment, l'Abwehr I-K era una unitat d'investigació tècnica derivada, una petita fracció de la mida del seu homòleg britànic, el Bletchley Park. La seva importància va créixer més endavant durant la guerra perquè coincidia amb el seu homòleg britànic en grandària i capacitat.
- - II. Sabotatge: Encarregat de dirigir contactes encoberts / explotació dels grups minoritaris descontents en països estrangers amb fins d'intel·ligència.

Adjunt a l'Abwehr II. hi havia la Divisió Brandenburg, una branca del Gruppe II-T (intel·ligència tècnica), i sense relació amb cap altra branca fora del Gruppe II-T de l'Abwehr II.
- - III. Contraespionatge divisió: responsable de les operacions de contra-intel·ligència de la indústria alemanya, la difusió d'informació falsa, la penetració dels serveis d'intel·ligència estrangers i la investigació dels actes de sabotatge a sòl alemany. Adjunt a l'Abwehr III. hi havia:

IIIC: Oficina d'autoritat civil
IIIC-2: Oficina per a casos d'espionatge
IIID: Oficina de desinformació
IIIF: Oficina d'agents de contraespionatge
IIIN: Oficina postal
Es van establir també enllaços entre l'Abwerh i els als comandaments de l'Exèrcit, l'Armada i la Luftwaffe. Aquestes relacions passarien per sobre de les sol·licituds específiques d'informació a les seccions operatives de l'Abwehr.
L'Abwehr I fou dirigida pel coronel Hans Pieckenbrock, l'Abwehr II fou comandada pel coronel Erwin von Lahousen i l'Abwehr III ho fou pel coronel Egbert Bentivegni.

### Ast / Abwehrstelle
Sota l'estructura esbossada anteriorment, l'Abwehr va col·locar una estació local a cada districte militar a Alemanya, ("Wehrkreis"), anomenada 'Abwehrstelle' o 'Ast' (literalment "Punt de defensa"). Segons la Taula Alemanya d'Organització i Equipament model del quarter general de l'Abwehr cada Ast se subdividia usualment en seccions pera a
espionatge (I),
sabotatge (II), i
contraintel·ligència (III).
Normalment, cada Ast estaria al comandament d'un oficial d'alt rang de l'Exèrcit o la Marina i seria responsable davant el quarter general de l'Abwehr a Berlín. Les operacions dutes a terme per cadascun dels Ast estarien a l'una amb el pla estratègic general formulat per l'almirall Canaris. Canaris al seu torn rebria instruccions sobre allò en què la recollida d'informació hauria de tenir prioritat per part de l'OKW o, cada cop més, sobretot després de 1941, directament pel Führer. A la pràctica, però, cadascun dels Ast va rebre una considerable llibertat en la planificació i execució de la missió - una faceta de l'organització que en última instància danya la seva capacitat d'obtenció d'informació.
Cadascun dels Ast locals podria reclutar agents potencials per a les missions i l'Abwehr també emprava reclutadors independents per preparar i agents potencials veterans. En la majoria dels casos, els agents que formà l'Abwehr van ser reclutats entre els civils, no oficials / soldats de l'exèrcit. L'èmfasi en el reclutament sembla haver estat en gran manera més la quantitat que no pas la qualitat. La mala qualitat dels reclutes sovint conduir al fracàs de les missions de l'Abwehr.

### Estructura operativa en països neutrals
Als països neutrals L'Abwehr sovint disfressava la seva organització mitjançant la fixació del seu personal a l'Ambaixada d'Alemanya o a les missions comercials. Aquests llocs es coneixien com a "Organitzacions de guerra" ("Kriegsorganisationen" o "KO" en alemany). En la neutral però amistosa Espanya, per exemple, l'Abwehr tenia una Ast i una KO, mentre que a Irlanda no en tenia cap. Als països amics d'interès, els països ocupats, o en la mateixa Alemanya, el servei d'intel·ligència normalment organitzava "Subestacions Abwehr" ("Abwehrleitstellen" en alemany o "Alsts" en alemany), o "llocs adjunts Abwehr" ("Abwehrnebenstellen" en alemany). Els "Alsts" caurien sota la jurisdicció de l'Ast geogràfica apropiada, que al seu torn seria supervisada per la divisió central de Berlín.

### Canaris iDie Schwarze Kapelle
Durant la seva reorganització, Canaris es va encarregar d'envoltar-se d'un personal selecte, sobretot el seu segon al comandament, Hans Oster i ek Cap de la Secció II Erwin von Lahousen. Tots menys un no eren membres del partit nazi. L'excepció va ser Rudolf Bamler, que va ser designat com a cap de la Secció III de Canaris per guanyar-se la confiança de Himmler. Canaris, que volia assegurar-se de mantenir Bamler amb corretja curta, tanmateix, restringí el seu accés a la informació operativa. Canaris tenia bones raons per fer això perquè desconeixia l'Alt Comandament i Hitler, durant la seva reorganització Canaris havia esquitxat la direcció operativa i administrativa de l'Abwehr amb homes més lleials a ell que al Govern nazi. Si bé exteriorment Canaris semblava ser el model d'eficiència de recollida d'informació, hi ha evidències que, en secret, es va oposar, i va treballar activament en contra dels desitjos del seu Comandant en Cap. Canaris, Oster i els caps de les seccions I, II., i III de l'Abwehr estaven molt involucrats en el que la Policia de Seguretat Sicherheitsdienst van qualificar posteriorment com a "Orquestra Negra" ("Die Schwarze Kapelle" en alemany), un complot per enderrocar el règim nazi des de dins. Les decisions operatives de Canaris, l'elecció dels nomenaments i les seves decisions, i especialment per al Tercer Reich la importància que cada conspirador tenia en les operacions de l'Abwehr, feu que tot estigués contaminat per aquests tractes secrets.

### Durant la Segona Guerra Mundial
Sota Canaris l'Abwehr es va expandir i va ser relativament eficient durant els primers anys de la guerra. El seu èxit més notable va ser l'Operació Nordpol, que era una operació contra la xarxa de metro neerlandesa, que en el seu moment va rebre el suport de l'Special Operations Executive britànic. Al març de 1941, els alemanys van forçar a un operador de ràdio SOE capturat a transmetre missatges a la Gran Bretanya en un codi que els alemanys havien obtingut. Tot i que l'operador va donar totes les indicacions que estava en perill, el receptor a la Gran Bretanya no es va adonar d'això. Així, els alemanys van ser capaços de penetrar en l'operació holandesa i es mantingueren en aquesta situació durant dos anys, capturaren els agents que eren enviats foren capturats i enviaven informes d'intel·ligència i sabotatges falsos fins que els britànics se'n van adonar. D'altra banda, l'evidència publicada per Anthony Cova Brown a Bodyguard of Lies ("Guardaespatlles de mentides") suggereix que els britànics eren conscients que les ràdios estaven compromeses i van utilitzar aquest mètode per alimentar informació falsa als alemanys en relació amb el lloc dels desembarcaments del Dia-D.
Però l'Abwehr va ser ineficaç en general per diverses raons. Gran part de la seva intel·ligència es va considerar políticament inacceptable per part del lideratge alemany. D'altra banda, existia la competència / conflicte directe amb les activitats d'intel·ligència de les SS de Reinhard Heydrich i Walter Schellenberg. L'animositat entre les SS i l' Abwehr no es va aturar allà. Molts dels membres de l'Abwehr-incloent el mateix Canaris- eren de fet anti-nazis i van participar en molts intents d'assassinat contra Hitler, incloent el més greu del 20 juliol del 1944. Canaris fins i tot va utilitzar jueus a l'Abwehr (un bon exemple és la història del geògraf Paul Borchardt i s'utilitzà l'agència per ajudar un petit nombre de jueus a escapar d'Alemanya a Suïssa. Un altre factor que va contribuir va ser que pels volts del 1941, els desxifradors de codis secrets britànics de Bletchley Park havien aconseguit desxifrar el codi de xifrat de l'Abwehr, i totes les transmissions sense fils dels agents de camp de l'Abwehr eren llegides a Bletchley Park. A principis de 1942 també va ser trencat el codi de la màquina Enigma, pel que van ser interceptats tots el missatges de ràdio secrets. Una interessant peça que evidencia l'atmosfera dins de l'Abwehr es posa de manifest per l'informe de l'interrogatori de postguerra de Thomas Ludwig (Theodor Levin), un oficial de l'Ast a Istanbul. Levin va dir que "Amb l'almirall Canaris es podia treballar amb la consciència tranquil·la ... ell mai no demanaria res a un oficial de l'Abwehr que la seva consciència li prohibís de fer. Canaris subratllà això en qualsevol reunió d'oficials de l'Abwehr i constantment prohibí, en els termes més severs, qualsevol «assassinat d'organització» sota el seu comandament".
L'Abwehr estigué activa al nord d'Àfrica durant les Campanyes del Desert de 1941 a 1942. El Major Witilo von Griesheim va ser enviat a la Líbia italiana a principis de 1941 per establir l'AST a Trípoli (nom en clau Wido). Aviat es va establir una xarxa d'agents i estacions sense fils de recopilació d'informació a Líbia i als territoris francesos dels voltants. Alhora, un comando Abwehr sota el comandament del Major Nikolaus Ritter va ser enviat a Líbia al febrer de 1941 (incloent l'explorador del desert hongarès László Almásy mb la missió de reunir informació d'intel·ligència de l'Egipte ocupat pels britànics. Després de la lesió i la partida de Ritter Almásy va prendre el comandament, i organitzà el 1942 l'Operació Salam, que va tenir èxit en el lliurament de dos agents alemanys a Egipte a través del desert de Líbia darrere de les línies enemigues. L'Abwehr també fou responsable del Sonderkommando Dora, una missió majoritàriament científica amb seu a Hun (Líbia) per estudiar la topografia del desert i el terreny i avaluar els resultats per a ús militar.
Canaris va fer dels Estats Units un dels objectius primaris de l'Abwehr, fins i tot abans de l'entrada d'aquests en el conflicte. Abans de 1942, els agents alemanys operaven des de l'interior de tots els principals fabricants d'armament dels Estats Units. L'Operació Vinland, un cas particularment interessant, al voltant d'una dona, agent de l'Abwehr, que es va infiltrar en una drassana naval dels EUA en el Mig Oest (Evansville, Indiana), però va escapar. L'Abwehr també va patir un desastre molt públic a l'Operació Pastorius, el que va donar lloc a les execucions de sis agents que l'Abwehr havia enviat als Estats Units per sabotejar la indústria de l'alumini estatunidenca.
Les SS soscavaven constantment l'Abwehr posant diversos oficials de l'Abwehr sota investigació, atès que creien (correctament) que estaven involucrats en complots anti-Hitler. Les SS també van acusar Canaris de ser derrotista en les seves avaluacions d'intel·ligència, sobretot en la campanya de Rússia. Un d'aquests informes es va traduir en el fet que Hitler va agafar Canaris per les solapes, i li va exigir de saber si el cap d'intel·ligència estava insinuant que Alemanya perdria la guerra.

## El Cercle de Solf i el final de l'Abwehr
El 10 de setembre de 1943 va tenir lloc l'incident que finalment va donar lloc a la dissolució de l'Abwehr. L'incident va arribar a ser conegut com "La reunió del te de Frau Solf."
Frau Johanna (o Hanna) Solf era la vídua del Dr. Wilhelm Solf, un antic ministre colonial sota el Kàiser Guillem II de Prússia i exambaixador al Japó. Frau Solf havia estat involucrada des de feia temps en el moviment intel·lectual antinazi a Berlín. Els membres del seu grup eren coneguts com a membres del "Cercle Solf". En una reunió del te organitzada per Frau Solf el 10 de setembre, un nou membre es va incloure en el cercle, un jove i atractiu metge suís anomenat Reckse. Va resultar que el Dr Reckse era un agent de la Policia Secreta de l'Estat (Geheime Staatspolizei, o Gestapo), to que donava compte de la festa del te, proporcionant diversos documents incriminatoris.
Els membres del Cercle Solf van ser alertats i va haver de fugir per salvar la vida. Però tots ells van ser capturats el 12 de gener de 1944. Finalment tots els involucrats en el Cercle Solf, excepte Frau Solf i la seva filla (la comtessa Lagi Gräfin von Ballestrem), van ser executats.
Un dels executats va ser Otto Kiep, un funcionari del Ministeri de Relacions Exteriors, que tenia amics a l'Abwehr, entre els quals és Erich Vermehren i la seva dona, l'ex comtessa Elizabeth von Plettenberg, que estaven estacionats com a agents a Istanbul. Tots dos van ser citats a Berlín per la Gestapo en relació amb el cas Kiep. En témer per les seves vides, van establir contacte amb els britànics i van desertar.
Hitler havia sospitat durant molt de temps que l'Abwehr havia estat infiltrada per desertors antinazis i agents aliats, i la deserció de Vemehren després que el Cercle Solf fos arrestat pràcticament ho confirmà. També es va creure erròniament a Berlín que els Vermehrens fugiren amb els codis secrets de l'Abwehr i els van lliurar als britànics. Això va resultar ser la gota que va fer vessar el got per a Hitler. Malgrat els esforços realitzats per l'Abwehr de donar la culpa a les SS [Schutzstaffel], o fins i tot al Ministeri d'Afers Exteriors, Hitler ja n'havia tingut prou de Canaris i així li ho va dir a Himmler dos cops. Va cridar al cap de l'Abwehr per a una entrevista final i el va acusar de permetre que l'Abwehr "es caigués a trossos". Canaris tranquil·lament va estar d'acord en el fet que no era "sorprenent", ja que Alemanya estava perdent la guerra.
Hitler va acomiadar Canaris en l'acte, i el 18 de febrer de 1944, Hitler va signar un decret que abolir l'Abwehr. Les seves funcions van ser assumides per l'Oficina Central de Seguretat del Reich (Reichssicherheitshauptamt o, RSHA) i el comandant general de la Policia Walter Schellenberg reemplaçà Canaris funcionalment dins l'RSHA. Aquesta acció va privar les Forces Armades alemanyes (Wehrmacht) i els conspiradors antinazis d'un servei d'intel·ligència propi i es va enfortir el control de Himmler sobre els militars.
Canaris, que en aquella època ja era almirall, va ser degradat i se li va donar el títol buit de Cap de l'Oficina Comercial i Econòmica de la guerra. Va ser detingut el 23 de juliol de 1944, arran del "complot del 20 de juliol" en contra de Hitler i executat poc abans del final de la guerra, juntament amb Oster, el seu ajudant. Les funcions de l'Abwehr van ser llavors totalment absorbides per l'Amt VI, l'SD-Ausland, una de les delegacions de la Reichssicherheitshauptamt o RSHA, que al seu torn era part de la Schutzstaffel o SS.